# Бехракис, Джордж
Джордж Драку́лис Бехра́кис (греч. Τζορτζ Δρακούλης Μπεχράκης, англ. George Drakoulis Behrakis; род. 1 января 1934, Лоуэлл, Массачусетс, США) — американский фармацевт и медицинский исследователь, предприниматель и филантроп, миллионер, один из самых богатых греков США. Как исследователь известен работами по растворению и получению устойчивых (ранее нерастворимых) химических соединений для использования в медицинских целях, в частности созданием лекарственного бренда «Тиленол». Как филантроп знаменит своими пожертвованиями Музею изящных искусств в Бостоне, открытием Центра наук о здоровье при Северо-Восточном университете (2002) и проведением антитабачной кампании в Греции. Будучи активным деятелем греческой общины США, стал лауреатом Гуманитарной Награды Архиепископа Иакова от Американо-греческого прогрессивного просветительского союза (AHEPA) (2011) и премии «Греческое наследие» от Американского колледжа Греции (2014). Лауреат Почётной медали острова Эллис (1998). Член AHEPA и Американо-греческого института (AHI). Первый рождённый не в Греции американский грек, ставший командором Орден Почёта этой страны (2007).

## Биография

### Ранние годы
Родился в семье Дракулиса и Ставрулы Бехракисов, которые, эммигриров с полуострова Мани (Пелопоннес, Греция), познакомились в США.
В 1957 году окончил Северо-Восточный университет, получив учёную степень бакалавра фармацевтики. Также окончил со степенью бакалавра Массачусетский университет и учился в Бостонском университете.

### Фармация
В 1959 году, отслужив в армии, начал работать исследователем и продавцом в компании по выпуску медицинской продукции «McNeil Laboratories», являющейся дочерним предприятием крупной фармацевтической холдинговой компании «Johnson & Johnson». Вместе со своей командой Бехракис создал торговую марку лекарственных препаратов под названием «Тиленол».
Продолжил карьеру, открыв собственную компанию «Dooner Laboratories», которую через девять лет продал «Rhône-Poulenc Rorer» (позднее «Aventis», сегодня — «Sanofi») и в 1978 году приобрёл «Muro Pharmaceuticals». Продал «Muro» в 1997 году «ASTA Medica AG» (отделение несуществующей ныне немецкой корпорации «Degussa»), оставаясь её президентом/CEO до 1998 года.

### Филантропия
Покинув фармацевтический бизнес, занялся филантропией, жертвуя заработанные деньги организациям, деятельность которых, по его мнению, имеет важное значение.
В 1996 году супруги Джордж и Марго Бехракисы учредили в Массачусетсе частный семейный фонд «The Behrakis Foundation». Большую часть своих благотворительных денежных пожертвований филантроп делает в такие сферы как искусство, образование, здравоохранение, греческие вопросы и православная церковь.
В 1998 году Бехракис пожертвовал 500 000 долларов на приобретение территории под строительство детского лагеря с религиозным уклоном «Центр веры и наследия святого Мефодия» в Хопкинтоне (Нью-Гэмпшир), находящегося в юрисдикции Бостонской митрополии. Также семья Бехракисов финансировала реконструкцию студенческого центра Общественного колледжа Северного Эссекса, назвав его в честь своей покойной сестры «Студенческий центр имени Урании Бехракис».
В 2002 году в кампусе Северо-Восточного университета был открыт семиэтажный «Центр наук о здоровье Джорджа Д. Бехракиса», средства на строительство которого пожертвовали супруги Бехракисы.

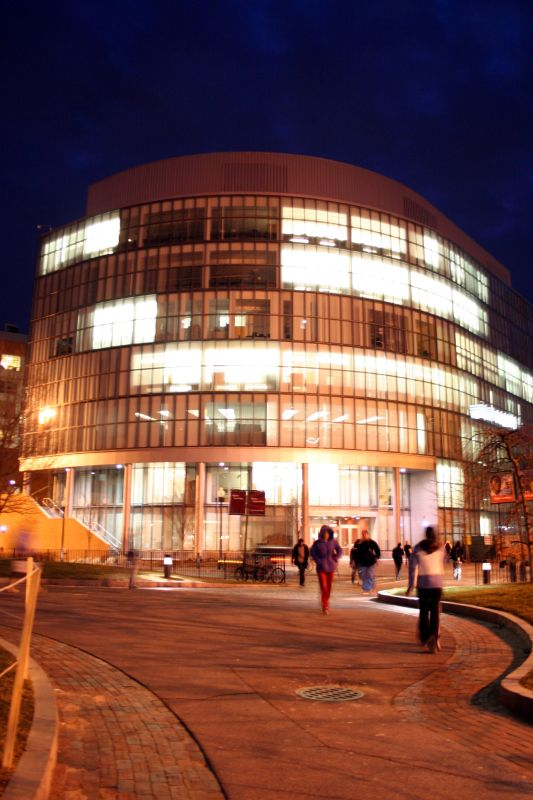
Центр наук о здоровье Джорджа Д. Бехракиса (2006)

В 2009 году пара Бехракисов выделила 25 млн долларов Музею изящных искусств в Бостоне для открытия новых экспозиций предметов древних цивилизаций, таких как Древняя Греция, Древний Рим и Древний Египет. Это отделение музея носит название «George D. and Margo Behrakis Wing» в честь жертвователей.
В 2010 году Бехракис пожертвовал 1,8 млн долларов Гарвардскому университету для изучения проблемы курения в Греции.
Помимо Северо-Восточного университета делал значительные пожертвования Университету Тафтса, Бостонскому колледжу, Гарвардскому университету, кафедре имени Джорджа Д. Бехракиса таргетной фармацевтики в Северо-Восточном университете, кафедре Триплетта/Бехракиса в Миссисипском университете, Греческой православной богословской школе Святого Креста, Колледжу имени Бентли, Университету Джонса Хопкинса, Колледжу Мерримака.
На протяжении многих лет является членом благотворительного фонда «Leadership 100» Греческой православной архиепископии Америки, оказывающего поддержку организациям Американской архиепископии в продвижении и развитии греческого православия и эллинизма в США. Фонд был создан в 1984 году под эгидой архиепископа Иакова. В 2006—2008 годах был председателем «Leadership 100», в настоящее время эмерит-председатель и член совета попечителей в пределах юрисдикции Бостонской митрополии. За значительную филантропическую деятельность фонд удостоил Бехракиса премии «Humanitarian Leadership». Его сын Дрейк Дж. Бехракис со своей супругой Марией также являются активными членами этой организации.
На протяжении почти 40 лет является членом Ордена святого апостола Андрея и носит оффикий (титул) архонта депотатоса Вселенского Патриархата. В настоящее время — член исполнительного комитета совета попечителей Греческой православной архиепископии Америки.
Бехракис является активным членом многих профессиональных, религиозных и общественных организаций, включая Американскую ассоциацию фармацевтов, Нью-Йоркскую академию наук и Ассоциацию выпускников Северо-Восточного университета; председателем венчурной фирмы «Gainesborough Investments», членом консультативного совета Национального греческого общества, эмерит-вице-председателем совета попечителей Северо-Восточного университета, членом советов попечителей Бостонского симфонического оркестра, Медицинской школы университета Тафтса, Музея изящных искусств в Бостоне (1998), Больницы Бригама и женщин, совладельцем профессиональной хоккейной команды «Лоуэлл Девилз» Американской хоккейной лиги; в прошлом президентом греческой православной церкви Святой Троицы, вице-председателем Греческой православной богословской школы Святого Креста, директором компаний «Axiowave Networks», «OmniGuide» и «TeleGea». Также является членом-учредителем (наряду с Джоном Кациматидисом, Элени Цакопулос-Куналакис, Дином Митропулосом, Анджело Цакопулосом, Джорджем Аргиросом, Джорджем Маркусом и др.), членом совета директоров и вице-председателем независимой организации/специального благотворительного фонда «FAITH: An Endowment for Orthodoxy & Hellenism», предоставляющего финансовую поддержку структурам Американской архиепископии для продвижения греческого православия и эллинизма в США. Был директором-учредителем «Фонда Горбачёва Северной Америки» (The Gorbachev Foundation of North America) при Северо-Восточном университете.
Учредил «Греческую стипендию Джорджа Д. Бехракиса» в области изучения респираторной аллергии в Центре астмы и аллергии Джонса Хопкинса. Эта программа была разработана совместно с академическими и клиническими центрами Греции с целью обеспечения ежегодной подготовки трёх греческих врачей в Университете Джонса Хопкинса. Благодаря Бехракису десятки греческих врачей и медицинских специалистов получили возможность проводить исследования и обучаться в ведущих медицинских университетах и колледжах Бостона. Также основал различные программы в Университете Тафтса, Больнице Бригама и женщин, Медицинском центре святых и Бостонском медицинском центре.
Почётный доктор Северо-Восточного университета (1998), Массачусетского университета, Афинского национального университета имени Каподистрии (2015) и др.

#### Антитабачная кампания в Греции
Бехракис финансировал и принимал личное участие в национальной антитабачной кампании в Греции совместно с Гарвардским университетом, Греческим онкологическим обществом и доктором медицины, известным греческим пульмонологом Панайотисом Бехракисом, приходящимся кузеном Джорджу Бехракису.
По инициативе Панайотиса Бехракиса и при финансовой поддержке Джорджа Бехракиса в Греции была открыта «Научно-исследовательская лаборатория Джорджа Д. Бехракиса», которая объединяет усилия Гарвардского университета и греческих министерств здравоохранения, образования и религий, а также Греческого онкологического общества и Фонда биомедицинских исследований Афинской академии наук. Целью организации, в частности, является проведение и публикация научных исследований о влиянии активного и пассивного курения на дыхательную систему и его связи с раком лёгких; организация конференций, научных и общественных мероприятий на тему курения и рака лёгких; разработка и внедрение программ, направленных на предотвращение и прекращение курения, особенно среди детей и подростков; сотрудничество Греческого онкологического общества с аналогичными по целям организациями в Греции и за её пределами.

## Личная жизнь
Вместе с супругой Марго проживает в Тьюксбери. Пара имеет четырёх детей: Дрейк, Джоанна, Стефани и Елена, а также девять внуков: Джордж, Зои, Димитри, Кристиан, Марисса, Марго, Константин, Себастиан и Калиопи.